# Traspié
Vous pouvez aider à l'améliorer ou bien discuter des problèmes sur sa page de discussion.
- Il ne cite aucune source et peut contenir des informations erronées. Si vous disposez d'ouvrages ou d'articles de référence ou si vous connaissez des sites web de qualité traitant du thème abordé ici, merci de la compléter en donnant les références utiles à sa vérifiabilité et en les liant à la section « Notes et références ». (Marqué depuis mai 2025)

- Archive Wikiwix
- Bing
- Cairn
- DuckDuckGo
- E. Universalis
- Gallica
- Google
- G. Books
- G. News
- G. Scholar
- Persée
- Qwant
- (zh) Baidu
- (ru) Yandex
- (wd) trouver des œuvres sur Wikidata

Vous pouvez aider à l'améliorer ou bien discuter des problèmes sur sa page de discussion.
- Il est orphelin : moins de trois articles lui sont liés. Aidez à ajouter des liens en plaçant le code [[Traspié]] dans les articles relatifs au sujet. (Marqué depuis mai 2025)

Le traspié est une manière de danser la milonga pampeana, danse d'Argentine.
La milonga traspié est une milonga dans laquelle les danseurs jouent sur les temps et les contretemps. La milonga traspié est parfois appelée la milonga trompeuse tant elle est ponctuée de jeux de pieds que les danseurs proposent à leurs cavalières.
Toutes les milongas ne peuvent se danser en traspié, en particulier les milongas lentes car leur rythme ne permet pas d'effectuer le traspié.